# Iglesia de San Pedro Apóstol (Monasterioguren)
La iglesia de San Pedro Apóstol es un templo situado en el concejo de Monasterioguren, en el municipio español de Vitoria.

## Descripción

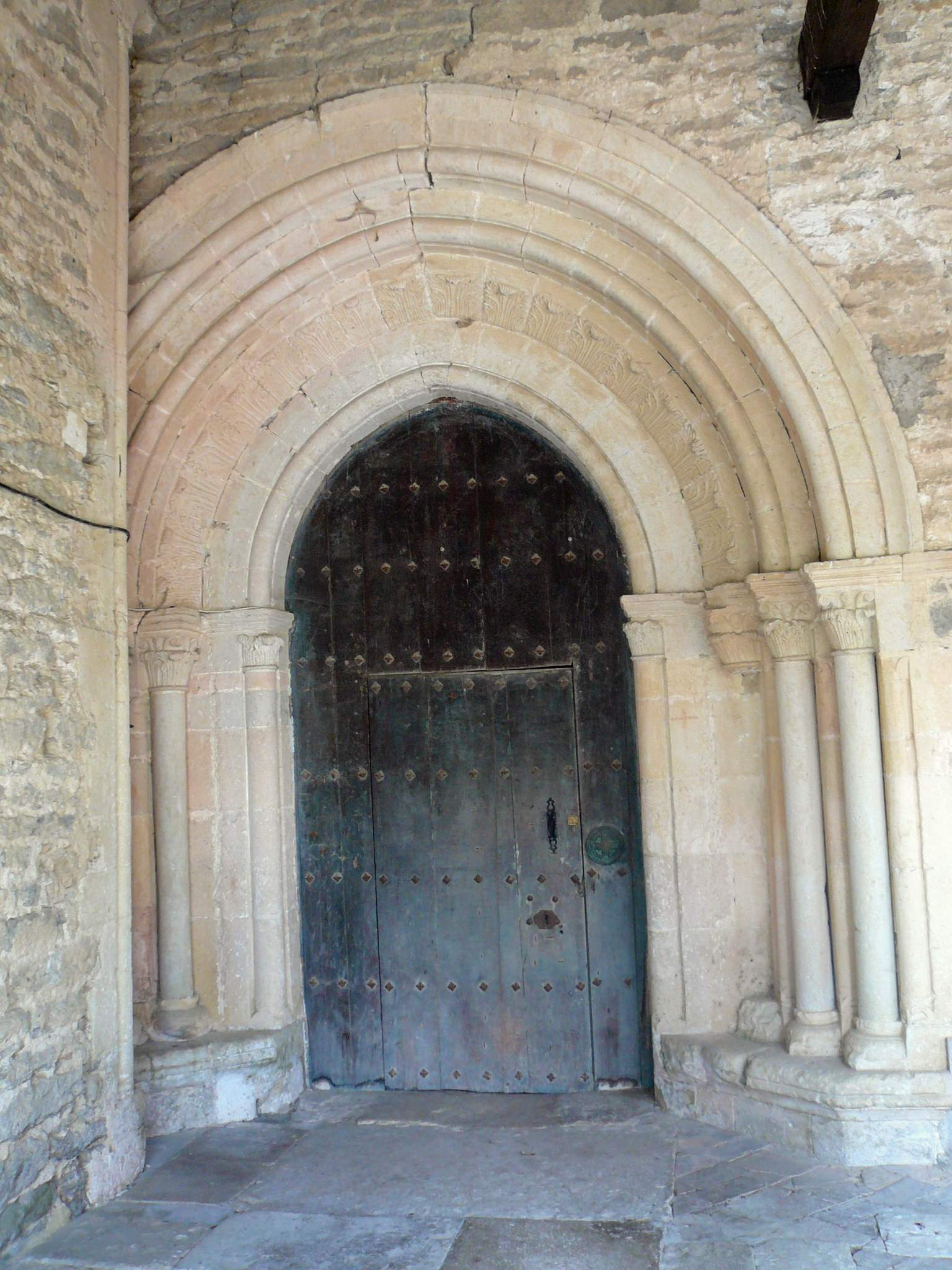
Detalle de la iglesia

El edificio se encuentra en el concejo alavés de Monasterioguren, en la comunidad autónoma del País Vasco. Se menciona como iglesia parroquial de la localidad en el Diccionario geográfico-estadístico-histórico de España y sus posesiones de Ultramar de Pascual Madoz, donde se dice que a mediados del siglo XIX estaba «servida por un beneficiado que tambien celebra segunda misa en el anejo Ullibarriguchi». Décadas después, ya en el siglo XX, Vicente Vera y López vuelve a reseñarla en el tomo de la Geografía general del País Vasco-Navarro dedicado a Álava con las siguientes palabras: «Su parroquia, rural de segunda clase, está dedicada á San Pedro y pertenece al arciprestazgo de Armentia».
Los registros sacramentales de bautismos, matrimonios y decesos generados por la parroquia de San Pedro Apóstol desde el siglo XV hasta el final del XIX se conservan con los del resto de iglesias de la provincia en el Archivo Histórico Diocesano de Vitoria, donde pueden consultarse.